# Weverson Leandro Oliveira Moura
Weverson Leandro Oliveira Moura (12 de mayo de 1993) es un futbolista brasileño que se desempeña como delantero en el FC Tokyo de la J1 League.
En 2013, Leandro jugó para la selección de fútbol de Brasil.

## Trayectoria

### Clubes
| Club                     | País   | Año         |
| ------------------------ | ------ | ----------- |
| Grêmio                   | Brasil | 2011 - 2012 |
| Palmeiras (cedido)       | Brasil | 2013        |
| Palmeiras                | Brasil | 2014 - 2018 |
| Santos (cedido)          | Brasil | 2015        |
| Coritiba (cedido)        | Brasil | 2016        |
| Kashima Antlers (cedido) | Japón  | 2017        |
| Kashima Antlers          | Japón  | 2018 -      |
| FC Tokyo (cedido)        | Japón  | 2020 -      |

### Selección nacional
| Selección | País   | Año  |
| --------- | ------ | ---- |
| Absoluta  | Brasil | 2013 |

## Estadística de equipo nacional
| Selección de fútbol de Brasil | Selección de fútbol de Brasil | Selección de fútbol de Brasil |
| Año                           | Part.                         | Goles                         |
| ----------------------------- | ----------------------------- | ----------------------------- |
| 2013                          | 1                             | 1                             |
| Total                         | 1                             | 1                             |

## Palmarés

### Títulos internacionales
| Título                      | Club            | País  | Año  |
| --------------------------- | --------------- | ----- | ---- |
| Liga de Campeones de la AFC | Kashima Antlers | Japón | 2018 |